# 佩格尼茨河畔勒滕巴赫
佩格尼茨河畔勒滕巴赫（德語：Röthenbach an der Pegnitz，官方拼写为，發音：[ˈʁøːtn̩bax ʔan deːɐ̯ ˈpeːɡnɪts] ⓘ）是德国巴伐利亚州中弗兰肯行政区纽伦堡地区县的城市，面积14.29平方千米，2023年12月31日人口为12,565人。